# Łódzki Klub Lawntenisowy 1913
Łódzki Klub Lawntenisowy 1913 (także Łódzki Klub Lawn Tenisowy) – klub tenisowy powstały w Łodzi w 1913 r., który zakończył swoją działalność w 1939 r.

## Historia
Początki rozwoju tenisa w Łodzi datuje się na lata 90. XIX w., sport ten zyskiwał na popularności ze względu na kontakty handlowe łódzkich fabrykantów z fabrykantami brytyjskimi, a także ze względu na wymianę kadr pomiędzy Łodzią, a Anglią. Fachowcy, którzy przybywali do Łodzi, uprawiali tu, ten wówczas popularny w Anglii sport. Początkowo tenis był uprawiany głównie przez zamożnych łodzian oraz przez pracowników fabryk wyższego szczebla, przede wszystkim na kortach tenisowych położonych w ogrodach willi fabrykantów. Popularność sportu przełożyła się na utworzenie kortów publicznych, które powstały na terenie Stowarzyszenia Sportowego „Union”, a także na współczesnym placu Komuny Paryskiej. Około 1908 r. powstała I łódzka sekcja tenisowa w ramach Łódzkiego Towarzystwa Cyklistów. Tenisiści z ŁZC rozgrywali swoje mecze w Parku Helenów. We wrześniu 1909 r. sekcja zorganizowała pierwszy turniej o mistrzostwo Łodzi, wygrany przez Karola Steinerta (ur. 1884 r.), będącego synem fabrykanta – Ryszarda Karola Steinerta i wnukiem Adolfa Steinerta, a także przez Elzę Gehlig. W kolejnych latach sekcja ta rozgrywała turnieje wewnętrzne oraz spotkania zewnętrzne, m.in. z tenisistami Warszawskiego Koła Sportowego. W 1913 r. sekcja tenisowa ŁTC w wyniku zezwolenia władz przekształcił się w Łódzki Klub Lawntenisowy 1913, prezesem stowarzyszenia został Bruno Biedermann, a wiceprzewodniczącymi – Leon Grohman, Karol Scheibler III, I. Steinert, O. Eisenbraun, B. Kuntze, w tym samym roku Zarząd Parku Helenów dobudował 3 korty, a klub wydzierżawił wszystkie 5 kortów położonych w parku. W trakcie I wojny światowej tenis w Łodzi przeżywał regres. W 1921 r. ŁKLT stał się jednym z 9 członków założycieli Polskiego Związku Tenisowego, a w 1922 r. zorganizował na swoich kortach Mistrzostwa Polski. Klub dzierżawił korty do 1939 r., po II wojnie światowej nie wznowił swojej działalności.
Do najbardziej utytułowanych zawodników klubu należeli: Jerzy Stolarow, Maksymilian Stolarow, Karol Steinert, Wiera Richter i Ksenia Richter.

## Sukcesy Klubu

### Drużynowe Mistrzostwa Polski
- (1927) mistrzostwo[6],
- (1928) mistrzostwo[7],
- (1929) mistrzostwo[8],
- (1930) mistrzostwo[9],
- (1931) mistrzostwo[10],
- (1932) mistrzostwo[11],
- (1933) wicemistrzostwo[12].

## Sukcesy indywidualne zawodników klubu

### Puchar Davisa
- (1925) Karol Steinert – 1 runda[13],
- (1926) Karol Steinert – 2 runda[13],
- (1927) Jerzy Stolarow – 2 runda[14],
- (1928) Jerzy Stolarow, Maksymilian Stolarow – 1 runda[14][15],
- (1929) Maksymilian Stolarow – 2 runda[15],
- (1930) Jerzy Stolarow – 1 runda, Maksymilian Stolarow – 2 runda[14][15],
- (1931) Maksymilian Stolarow – ćwierćfinał[15],
- (1932) Jerzy Stolarow – 2 runda, Maksymilian Stolarow –  ćwierćfinał[14][15].

### Mistrzostwa Polski

#### Gra pojedyncza

##### Kobiet
- (1921) Wiera Richter – mistrzostwo,
- (1922) Wiera Richter – mistrzostwo,
- (1924) Wiera Richter – mistrzostwo,
- (1925) Wiera Richter – mistrzostwo,
- (1926) Wiera Richter – mistrzostwo,
- (1927) Wiera Richter – mistrzostwo[4].

##### Mężczyzn
- (1927) Jerzy Stolarow – mistrzostwo,
- (1928) Maksymilian Stolarow – mistrzostwo,
- (1929) Maksymilian Stolarow – mistrzostwo,
- (1930) Maksymilian Stolarow – wicemistrzostwo,
- (1931) Maksymilian Stolarow – wicemistrzostwo[4].

#### Gra podwójna

##### mężczyzn
- (1922) Hans Nauels (nie należał do ŁKLT) i Karol Steinert  – wicemistrzostwo,
- (1925) Karol Steinert i Jerzy Stolarow – mistrzostwo,
- (1926) Jerzy Stolarow i Maksymilian Stolarow – mistrzostwo,
- (1927) Jerzy Stolarow i Maksymilian Stolarow – mistrzostwo,
- (1928) Jerzy Stolarow i Maksymilian Stolarow  – mistrzostwo,
- (1929) Jerzy Stolarow i Maksymilian Stolarow  – mistrzostwo,
- (1930) Jerzy Stolarow i Maksymilian Stolarow – mistrzostwo
- (1931) Jerzy Stolarow i Maksymilian Stolarow  – mistrzostwo,
- (1932) Jerzy Stolarow i Maksymilian Stolarow – wicemistrzostwo[4].

##### kobiet
- (1926) Jadwiga Poradowska (nie należała do ŁKLT) i Wiera Richter  – mistrzostwo,

- (1927) Ksenia Richter i Wiera Richter – wicemistrzostwo,
- (1928) Wanda Dubieńska (nie należała do ŁKLT) i Wiera Richter – wicemistrzostwo[4].

##### mikst
- (1921) Wiera Richter i Jerzy Kowalewski (nie należał do ŁKLT) – wicemistrzostwo,
- (1925) Wiera Richter i Karol Steinert – mistrzostwo,
- (1926) Jerzy Stolarow i Wiera Richter – mistrzostwo,
- (1928) Maksymilian Stolarow i Helena de Scarpa (nie należała do ŁKLT) – wicemistrzostwo,
- (1929) Jerzy Stolarow i Jadwiga Jędrzejowska (nie należała do ŁKLT)  – mistrzostwo,
- (1930) Maksymilian Stolarow i Gertruda Volkmer (nie należała do ŁKLT) – wicemistrzostwo[4].

### Międzynarodowe Mistrzostwa Polski

#### Debel
- (1931) Jerzy Stolarow, Maksymilian Stolarow – mistrzostwo polski[16],
- (1932) Jerzy Stolarow, Pierre Grandguillot (nie należał do ŁKLT) – mistrzostwo polski[17].